# Lucia Simion
Lucia Simion (née à Milan) est une reporter et photographe scientifique italienne, installée à Paris depuis 1996.

## Biographie
Diplômée de médecine, qu'elle pratique quelque temps en Italie, elle se tourne vers la photographie et le reportage scientifique après de nombreux voyages accomplis pendant ses études. Pratiquant la plongée sous-marine, elle débute cette carrière avec des reportages sur les fonds sous-marins des zones tropicales. Elle travaille pour Airone, un ensemble de publications de Giorgio Mondadori (it).
De 1996 à 1997, en s'installant à Paris, elle travaille pour l'agence Sygma avant d'officier pour Bayard presse et Time Magazine.
À partir de 1997, elle se passionne pour les îles sub-antarctiques et le continent Antarctique, notamment les expéditions scientifiques sur place. De fin 1999 à début 2003, elle est ainsi la seule à avoir accompli les trois campagnes d'été nécessaires à la construction de la base Concordia sur le Dôme C.
En 2004-2005, elle suit le cursus nécessaire pour obtenir le Graduate Certificate en études antarctiques de l'Université de Canterbury, à Christchurch, comprenant notamment un séjour sous tente sur la barrière de Ross, près de la base McMurdo, en Antarctique.
En novembre 2006, elle réalise des prises de vues en hélicoptère des îles sub-antarctiques françaises pour la réalisation d'un carnet de timbres pour les Terres australes et antarctiques françaises, émis en novembre 2007.

## Œuvres et articles
Ses articles et reportages sont repris dans de nombreux magazines de vulgarisation scientifiques ou d'actualités dans le monde.

### Ouvrage
- Antarctique : Cœur blanc de la Terre, éditions Belin, 2007,  (ISBN 978-2701144634). Elle rédige un livre sur l'Antarctique illustré de ses clichés, ainsi que de clichés d'autres photographes dont Yann Arthus-Bertrand.